# Atheta flavipes
Atheta flavipes är en skalbaggsart som först beskrevs av Johann Ludwig Christian Gravenhorst 1806.  Atheta flavipes ingår i släktet Atheta, och familjen kortvingar. Arten är reproducerande i Sverige.